# Daitrosister reticulatus
Daitrosister reticulatus är en skalbaggsart som först beskrevs av Bruch 1926.  Daitrosister reticulatus ingår i släktet Daitrosister och familjen stumpbaggar. Inga underarter finns listade i Catalogue of Life.